# Comté de Lincoln (Colorado)
Pour les articles homonymes, voir Comté de Lincoln.
Le comté de Lincoln est un comté du Colorado. Son siège est Hugo.
Créé en 1889, le comté est nommé en l'honneur d'Abraham Lincoln. Il est formé à partir d'une restructuration des comtés de Bent et Elbert.

## Démographie
| 1890 | 1900 | 1910  | 1920  | 1930  | 1940  |
| ---- | ---- | ----- | ----- | ----- | ----- |
| 689  | 926  | 5 917 | 8 273 | 7 850 | 5 882 |

| 1950  | 1960  | 1970  | 1980  | 1990  | 2000  |
| ----- | ----- | ----- | ----- | ----- | ----- |
| 5 909 | 5 310 | 4 836 | 4 663 | 4 529 | 6 087 |

| 2010  | - | - | - | - | - |
| ----- | - | - | - | - | - |
| 5 467 | - | - | - | - | - |